# Енріке Лопес Альбухар
Енрі́ке Ло́пес Альбуха́р (ісп. Enrique López Albújar; *23 листопада 1872, Чиклайо, Перу — †6 березня 1966, Ліма, Перу) — перуанський письменник і поет. Започаткував індігеністську течію в перуанській літературі ХХ століття, запропонувавши новітній натуралізм, який включав також і психологічні міркування. Його вважають першим письменником, який сформував правдоподібний образ перуанського індіанця. Однак найвідомішим його твором став роман т.зв. негрістського спрямування «Маталаче» (Matalaché), дія якого відбувається на п'юрському узбережжі і який є історією кохання між рабом-мулатом і дочкою креольського землевласника у пізні колоніальні часи.

## З життєпису
Син Мануеля Лопеса Вілели та Мануели Альбухар Браво, обоє з П'юри. Мав іспанське, індаінське й африканське коріння. Народився на фазенді Патапо, поблизу Чиклайо, де працював його батько. Його дитинство минуло в П'юрі та Морропоні, тому він завжди вважав себе вихідцем з П'юри.
Початкову освіту отримав у різних школах у П'юрі, а середню — у Лімі, спершу в підготовчій середній школі Мартікорена (1886–1888), а потім у Національному коледжі Нуестра Сеньйора де Гваделупе (1889–1890).
Вступив до Національного університету Сан-Маркос, де вивчав право. Одночасно присвятив себе політиці та журналістиці, сміливо пишучи прозу та вірші проти панівного мілітаризму в політиці 1890-х (уряди Реміхіо Моралеса Бермудеса та Андреса А. Касереса). Разом із Хосе Сантосом Чокано та Маріано Корнехо Сентено редагував тижневик La Cachiporra, також співпрацював у La Tunda Белісаріо Барріги, де опублікував кілька віршів проти генерала Касереса, що призвело до суду, на якому його було виправдано на радість публіки (1893). Однак наступні політико-поетичні випади Альбухара призвели до його тюремного ув'язнення з жовтня по листопад 1894 року. Завдяки впливу свого батька він домігся звільнення. 
Наступного року (1895) Е. Л. Альбухар опублікував свій перший літературний твір «Мініатюри» (Miniaturas), збірка віршів, у співпраці з Ауреліо Арнао. Це були короткі портрети прекрасних дам із вищого суспільства Ліми, які супроводжувалися їхніми фотографіями (1895).
Під впливом ідей Мануеля Гонсалеса Пради Альбухар висловлював велику прихильність до корінного індіанського населення Перу, а також несприйняття касикізму та феодалізму. У 1898 році він представив свою університетську дисертацію на тему «Несправедливість власності на землю» (La injusticia de la propiedad del suelo), яка була відхилена, оскільки вважалася підривною. Зрештою, він отримав ступінь бакалавра права з дисертацією «Чи потрібно реформувати статтю 4 Конституції чи ні?» (Debe o no reformarse el artículo 4º de la Constitución, 1900).
Альбухар повернувся до П'юри, де отримав диплом юриста у Верховному суді правосуддя (1901). Він приєднався до Ліберальної партії Аугусто Дюрана і заснував місцевий партійний осередок (комітет) у П'юрі в 1904 році. Починаючи від цього року до 1908 він редагував тижневик El Amigo del Pueblo, на сторінках якого виступав проти латифундизму. Бойовий запал Альбухара у Ліберальній партії тривав до 1911 року.
У 1911-1913 роки протягом короткого часу він виконував обов'язки тимчасового судді в П'юрі та Тумбесі. У 1916 році був адвокатом страйкарів Талари і Негрітоса. У той час він співпрацював з різними газетами в П'юрі, в яких опублікував кілька оповідань, які будуть зібрані й видані вже посмертно. Він також був учителем історії в місцевому Національному коледжі Сан-Мігель.
У липні 1916 року Аугусто Дюран викликав Альбухара до Ліми, щоб зробити його головним редактором газети La Prensa. Після 6-ти місяців цієї роботи він звернувся до президента Хосе Пардо-і-Барреди з клопотанням про отримання посади судді, що було задоволено.
Він був суддею першої інстанції в Уануко (1917-1923), а пізніше в П'юрі (1923-1928). Його «Андські оповідання» (Cuentos andinos) народилися з його досвіду роботи в судовій системі Уануко, і написав він їх, скориставшись тримісячним відстороненням від виконання обов'язків судді після вироку, в якому виправдав чоловіка та жінку за подвійну зраду (увійшовши у суперечку, що кохання має бути вільним). Ці новели були опубліковані в 1920 році, а вже 1924-го вийшло їх перевидання, знаменуючи початок нового індігенізму, відмінного від того, що побутував у ХІХ столітті.
Потім він був членом Верховного суду Ламбаєке (1928-1931) і Такни (1931-1947) до свого виходу на пенсію. В той же час продовжував займатись літературною діяльністю — світ побачили такі його твори, як «De mi casona» (1924), «Маталаче» («Matalaché», 1928) та «Нові Андські оповідання» («Nuevos cuentos andinos», 1937).
Енріке Лопес Альбухар був відзначений Національною премією Перу за кращий роман, медаллю Конгресу та званням почесного доктора Університету Сан-Маркос тощо. 
Вже будучи класиком перуанської літератури, Енріке Лопес Альбухар помер у Лімі у похилому 93-річному віці.

## З доробку
Спочатку Енріке Лопес Альбухар писав модерністські і взагалі фантастичні оповідання, які друкувались у періодиці.
Внаслідок перебування в Уануко на посаді судді першої інстанції в 1920 році він опублікував «Андські оповідання», твір, який ознаменував народження нового індігенізму. Джерелом його натхнення були саме судові справи, які вели корінні жителі найрізноманітнішого штибу. Часто-густо автор розповідає жорстокі історії, дотримуючись натуралістичного стилю, ставлячи індіанця головним персонажем, без патерналістського відношення, прикрас і зайвих вигадок, як це траплялося в минулому, — індіанець у автора це, перш за все, людина з її чеснотами і вадами теж. На відміну від інших письменників, у творах Лопеса Альбухара на першому місці не сила природи, рок чи гноблення індіанців, а психологія героїв, трагічна природа подій. «Андсбкі оповідання» привернули увагу європейських критиків, зокрема їх відзначив Мігель де Унамуно,
У 1924 році письменник опублікував De mi casona, одну з найкращих своїх книг, де він згадує своє дитинство в П'юрі, а також розвиває соціальну тематику.
У 1928 році друком вийшов роман «Маталаче» натуралістичного характеру про бурхливий роман між креолкою та рабом-мулатом наприкінці колоніальної доби. Автор сам розглядав цей роман як дещо застарілий і реторградний, на противагу актуальному на той час авангардизму: сюжет твору переносить нас на початок ХІХ століття, дія розгортається на фазенді з виробництва мила на північ від П'юри. Тут афро-перуанський характер автора набуває великого значення. У романі засуджується рабство та статева дискримінація, а також висувається теза про те, що лише любовна пристрасть може подолати бар'єри соціальних і расових відмінностей.
Наступні прозові твори Альбухара: «Нові Андські оповідання» (1937), продовження «Андських оповідань» як за стилем, так і за персонажами; і «Закляття Томайкічуа» (El hechizo de Tomayquichua, 1943), костумбристська повість, дія якої відбувається в долині Уануко.
Після того, як Енріке Альбухар заклав основи індігенізму, у 1950-х роках він звернувся до реалістичної прози на міську тематику — так з'явилася його книга «Чесноти сеньйори Тордойя» (Las caridades de la señora Tordoya, 1955).